# إدغاراس ستانيونيس
إدغاراس ستانيونيس (بالليتوانية: Edgaras Stanionis)‏ مواليد 24 فبراير 1988 في كاوناس، هو لاعب كرة سلة ليتواني. بدأ مسيرته الاحترافية في سنة 2006. يلعب في الدوري الليتواني لكرة السلة. يحمل الرقم 5.

## المسيرة الاحترافية
لعب مع شياولياي في موسم 2010–2011، ثم لعب مع نادي ليتكابليس لكرة السلة في موسم 2011–2012، ثم لعب مع أوتينوس يوفنتوس من سنة 2013 إلى 2016.

## روابط خارجية
- إدغاراس ستانيونيس على موقع الدوري الأوروبي لكرة السلة (الإنجليزية)
- إدغاراس ستانيونيس على موقع كرة السلة الأوروبية.كوم (الإنجليزية)
- إدغاراس ستانيونيس على موقع ريلجم (الإنجليزية)
- إدغاراس ستانيونيس على موقع بروبوليرز (الإنجليزية)
- إدغاراس ستانيونيس على موقع سبورتس رفرنس (الإنجليزية)